# نيستور لاكوبا
نيستور أبولونوفيتش لاكوبا (بالروسية: Не́стор Аполло́нович Лако́ба).(بالأبخازية: Нестор Аполлон-иԥа Лакоба)‏. (1 مايو 1893 _ 28 ديسمبر 1936) كان زعيما شيوعيًا لمنطقة أبخازيا التابعة لجورجيا. ساعد لاكوبا في تأسيس القوة البلشفية في أبخازيا في أعقاب الثورة الروسية، تم تعين لاكوبا رئيسا لأبخازيا بعد غزوها من قبل الجيش الأحمر البلشفي في عام 1921.خلال فترة حكمة وأثناء وجوده في السلطة، رأى لاكوبا أنه يحق لأبخازيا الاستقلال بذاتها. في البداية كانت ضمن اتحاد الجمهوريات السوفيتية وتشكل جزء من جورجيا الاشتراكية السوفيتية بإسم جمهورية أبخازيا الاشتراكية السوفيتية.و لكن على الرغم من كونها جزءًا من جورجيا الاشتراكية السوفيتية.التي كانت ذات وضع خاص «جمهورية الاتحاد»، إلا أن جمهورية الأبخاز الاشتراكية السوفيتية أصبحت جمهورية مستقلة فعليًا، أصبح الاستقلال بحكم ذاتي لأبخازيا متاح بفضل علاقة لاكوبا الوثيقة مع الرئيس السوفيتي جوزيف ستالين.عارض لاكوبا بنجاح توسيع نطاق التنظيم الجماعي في الاتحاد السوفيتي في أبخازيا، على الرغم من أن لاكوبا اضطر في المقابل إلى قبول تخفيض سيادة أبخازيا إلى جمهورية ذات حكم ذاتي داخل جمهورية جورجيا الاشتراكية السوفيتية.
شاع صدى لاكوبا في أبخازيا بسبب سعية ومقدرتة على الاستقلال وكان يحظى بشعبية عند الاهالي، حافظ لاكوبا على علاقة وثيقة مع ستالين، الذي كان في كثير من الأحيان يقضي أوقات عطلتة في أبخازيا خلال عشرينيات وثلاثينيات القرن العشرين. هذه العلاقة جعلت لاكوبا يصبح منافسًا لواحد من المقربين الآخرين لستالين، وهو لافرينتي بيريا،الذي شعر بخطورة لاكوبا على منصبة حيث كان مسؤولًا عن جمهورية الاتحاد السوفيتي الاشتراكي عبر القوقاز، والتي كانت تشمل جورجيا. حيث نجح بيريا بإغتيال لاكوبا وذلك من خلال زيارتة إلية في تبليسي في ديسمبر 1936، حيث قام بتسميم لاكوبا، مما سمح لبيريا بتوطيد سيطرته على أبخازيا وكل جورجيا وتشويه سمعة لاكوبا وعائلته كأعداء للدولة. تم إعادة سيرة لاكوبا الحقيقة بعد وفاة ستالين في عام 1953، ويعتبر الآن لاكوبا بطلًا وطنيًا في أبخازيا.

## حياتة المبكرة

### النشأة والتعليم
وُلد نيستور لاكوبا في قرية «ليخني» (بالإنجليزية: Lykhny، بالجورجية: ლიხნი، بالأبخازية والروسية: Лыхны)‏، فيما كانت تعرف آنذاك بولاية سوخوم أوكروج التابعة لمحافظة كوتايس في الإمبراطورية الروسية (أبخازيا حاليا) لعائلة من الفلاحين. كان لديه شقيقان، فاسيلي وميخائيل. توفي والده أبولو قبل ثلاثة أشهر من ولادته. كتب ميخائيل بغازبا، الذي كان يشغل منصب السكرتير الأول لأبخازيا، أن أبولو لاكوبا أطلق النار عليه لمعارضته النبلاء وملاك الأراضي في المنطقة. تزوجت والدة لاكوبا مرتين، ولكن كلا الزوجين توفيا. حينما بلغ عمره من 10 إلى 12 عام التحق لاكوبا بمدرسة أبرشية في نيو آثوس، تليها سنتان إضافيتان من الدراسة في ليخني. واصل لاكوبا الدراسة في غروزني، واجتاز امتحاناته في عام 1915، وفي العام التالي التحق بالقانون في جامعة خاركوف فيما تعرف الآن بأوكرانيا، ولكن اندلاع الحرب العالمية الأولى وتأثيرها اللاحق على أبخازيا دفعه إلى تركها.

### الأنشطة البلشفية المبكرة
بعد عودتة إلى أبخازيا، تولى لاكوبا موقعًا في منطقة غوداوتا للمساعدة في بناء خط سكة حديد إلى روسيا، ومع الاستمرار في نشر الدعاية البلشفية للعمال. أدت ثورة فبراير عام 1917، التي أنهت الإمبراطورية الروسية، إلى أن يصبح وضع أبخازيا موضع خلاف وغير واضح. حيث تم إنشاء جمعية الفلاحين لحكم المنطقة، وانتخب لاكوبا كممثل لجوداوتا. كتب بغازبا أن قدرته على الاختلاط بأهالي المنطقة بالإضافة إلى قدرته على التحدث جعلت منه خيارًا مثاليًا كممثل لجمعية الفلاحين.

## رئاسة أبخازيا

### التأسيس كقائد
عاد لاكوبا إلى أبخازيا عام 1921، بعد أن احتلتها روسيا البلشفية، كجزء من احتلالها لجورجيا. إلى جانب إشبا ونيكولاي أكيرتافا، كان لاكوبا أحد الموقعين على برقية إلى فلاديمير لينين تعلن عن تشكيل جمهورية أبخازيا الاشتراكية السوفيتية (SSR أبخازيا) التي سُمح لها في البداية بالوجود كجمهورية اتحادية كاملة.

### لاكوبا في السلطة

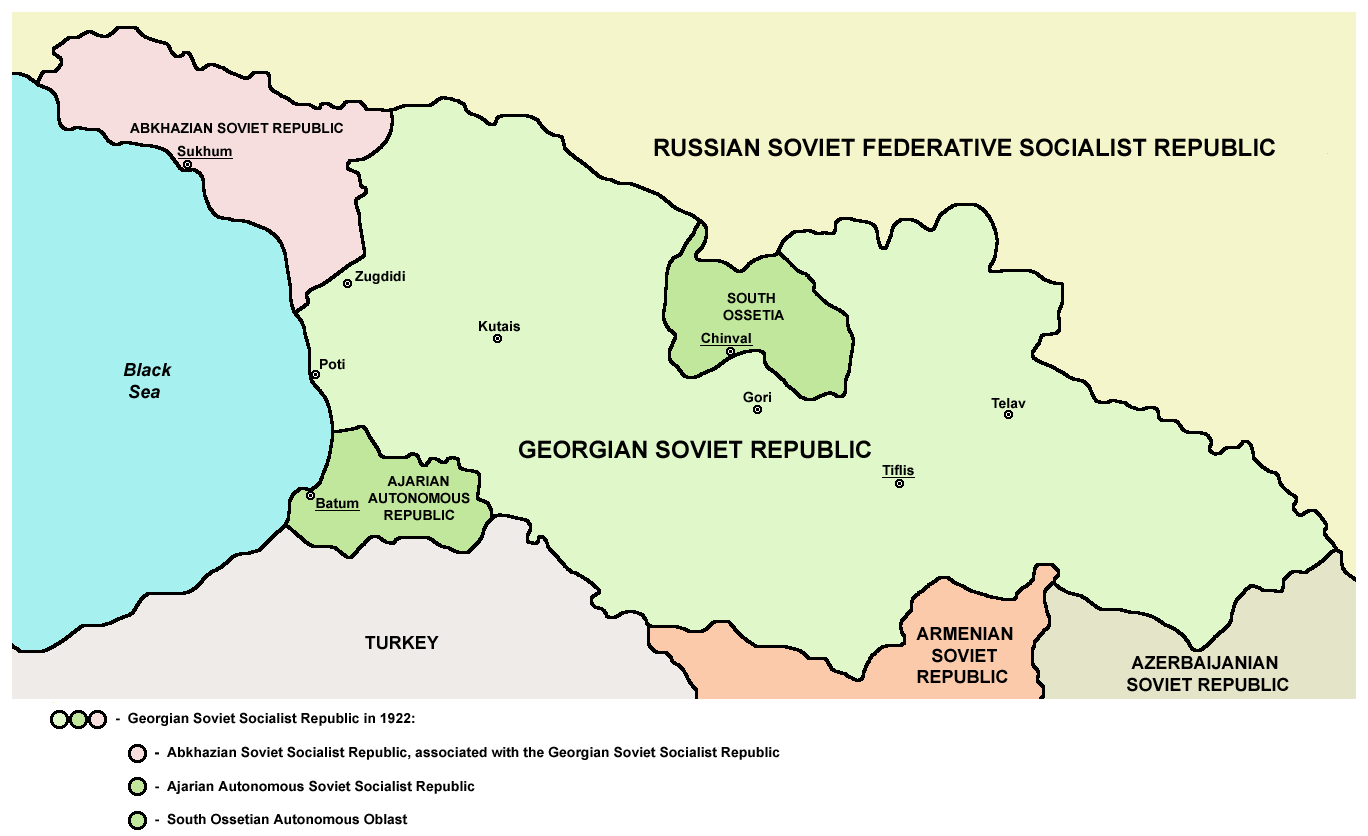
اجمهورية جورجيا الاشتراكية السوفيتية كما ظهرت في عام 1922. تم تمييز جمهورية أبخازيا الاشتراكية باللون الوردي.

كان لاكوبا، الذي لم يُنازع عليه كزعيم لأبخازيا، تمكن من السيطرة لدرجة أنه كان يشار إليها مزحا باسم «لاكوبيستان». كان منذ فترة طويلة صديقًا للعديد من البلاشفة البارزين، بما في ذلك سيرجو أورجونيكيدزه، وسيرجي كيروف، وليف كامينيف، وكانت علاقته بستالين هي الأكثر أهمية في صعود لاكوبا إلى السلطة.

### تطوير أبخازيا

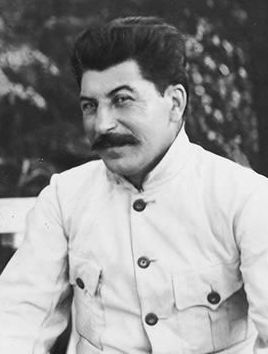
كان بسبب علاقته الوثيقة مع ستالين أنه سمح لكوبا بتطوير أبخازيا بشكل مستقل.

كان لاكوبا من دعاة تطوير أبخازيا، حيث أشرف على سياسات التصنيع الضخمة مثل إنشاء مصانع تعدين الفحم بالقرب من مدينة تكفارشيلي، على الرغم من أنها لم يكن لها تأثير كبير على القوة الاقتصادية الشاملة للمنطقة. تضمنت المشاريع الأخرى بناء طرق وخطوط سكك حديدية جديدة، وتصريف الأراضي الرطبة كإجراء وقائي ضد الملاريا، وزيادة المسطحات الخضراء.

## الوفاة

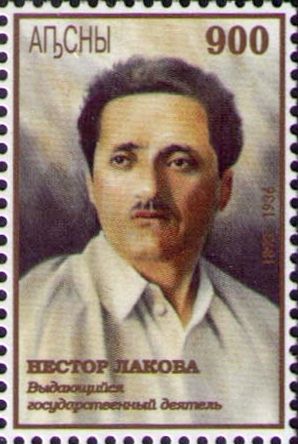
لاكوبا على طابع بريدي أبخازي عام 1997. يعتبر بطلا قوميا في أبخازيا.

نظرًا لأن لاكوبا كان ذو شعبيه في أبخازيا ومحبوبًا من قبل ستالين، كان من الصعب على بيريا إزالته. وبدلاً من ذلك، في 26 ديسمبر 1936، استدعى بيريا لاكوبا إلى مقر الحزب في تبليسي، ظاهريًا لشرح تعاملاته الأخيرة مع ستالين. كان بيريا قد قام بدعوة لاكوبا لتناول العشاء في اليوم التالي، وقدم له سمك السلمون المرقط المقلي، المفضل لدى لاكوبا وكأس من النبيذ المسموم.

### ما بعد الكارثة

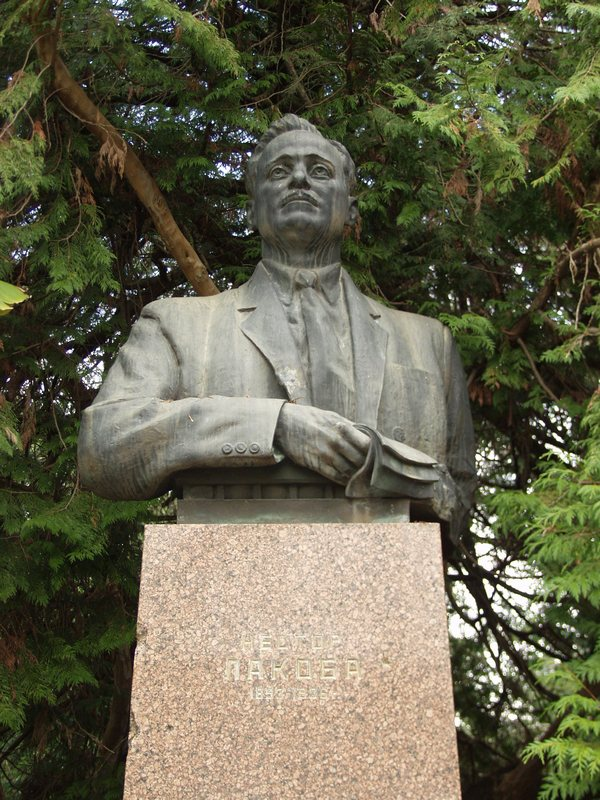
تمثال لاكوبا في حديقة سوخومي النباتية. أقيمت في عام 1959، بعد أن تم تأهيل سيرة لاكوبا.

مع مقتل لاكوبا، سيطر بيريا فعليًا على أبخازيا ونفذ سياسة «الجورجيفيشن». قام بتطهير المسؤولين الأبخاز، ظاهريًا بتهمة محاولة اغتيال ستالين. تضمن أكبر تأثير للسياسة توطين الآلاف من المزارعين العرقيين المينغريليين عبر أبخازيا، مما أدى إلى تهجير العرق الأبخازي وخفض نسبتهم الإجمالية من السكان داخل المنطقة.